# Iharkutosuchus
Iharkutosuchus ('Iharkút krokodil', naar de vindplaats) is een geslacht van uitgestorven basale eusuchische Crocodyliformes. 

## Vondst en naamgeving
De fossielen zijn gevonden in de Csehbánya-formatie uit het Santonien in het Bakony-gebergte in het westen van Hongarije.
Het geslacht werd in 2007 benoemd en beschreven door Attila Ősi e.a. De typesoort is Iharkutosuchus makadii. De geslachtsnaam, Iharkútkrokodil, is vernoemd naar de vindplaats. De soortaanduiding eert László Makádi.
Iharkutosuchus is gebaseerd op holotype MTM 2006.52.1, een bijna volledige schedel. Verschillende andere gedeeltelijke schedels, losse schedelbotten en talrijke tanden zijn ook bekend.

## Beschrijving
Iharkutosuchus was een kleine crocodyliform (schedellengte 11,1 centimeter, geschatte lichaamslengte tachtig centimeter). Zijn schedel was laag en de snuit was kort. Iharkutosuchus is ongebruikelijk in zijn heterodontie: sommige van zijn tanden waren complex met meerdere knobbels, zoals zoogdiertanden. De structuur van de schedel geeft aan dat hij voedsel zou kunnen malen met een beweeglijke onderkaak. Samen met de tanden suggereert dit een dieet van vezelig plantaardig materiaal.

## Classificatie
Een fylogenetische studie uit 2011 vond Iharkutosuchus als een lid van Hylaeochampsidae, een groep basale Eusuchia, zoals weergegeven in het onderstaande cladogram.
|  | Iharkutosuchus                                                                             |
|  |                                                                                            |
|  | \| \| Pietraroiasuchus ormezzanoi \| \| \| \| \| \| Pachycheilosuchus trinquei \| \| \| \| |
|  |                                                                                            |
|  | Pietraroiasuchus ormezzanoi                                                                |
|  |                                                                                            |
|  | Pachycheilosuchus trinquei                                                                 |
|  |                                                                                            |

|  | Pietraroiasuchus ormezzanoi |
|  |                             |
|  | Pachycheilosuchus trinquei  |
|  |                             |

|  | Iharkutosuchus                                                                             |
|  |                                                                                            |
|  | \| \| Pietraroiasuchus ormezzanoi \| \| \| \| \| \| Pachycheilosuchus trinquei \| \| \| \| |
|  |                                                                                            |
|  | Pietraroiasuchus ormezzanoi                                                                |
|  |                                                                                            |
|  | Pachycheilosuchus trinquei                                                                 |
|  |                                                                                            |

|  | Pietraroiasuchus ormezzanoi |
|  |                             |
|  | Pachycheilosuchus trinquei  |
|  |                             |

|  | Iharkutosuchus                                                                             |
|  |                                                                                            |
|  | \| \| Pietraroiasuchus ormezzanoi \| \| \| \| \| \| Pachycheilosuchus trinquei \| \| \| \| |
|  |                                                                                            |
|  | Pietraroiasuchus ormezzanoi                                                                |
|  |                                                                                            |
|  | Pachycheilosuchus trinquei                                                                 |
|  |                                                                                            |

|  | Pietraroiasuchus ormezzanoi |
|  |                             |
|  | Pachycheilosuchus trinquei  |
|  |                             |

|  | Iharkutosuchus                                                                             |
|  |                                                                                            |
|  | \| \| Pietraroiasuchus ormezzanoi \| \| \| \| \| \| Pachycheilosuchus trinquei \| \| \| \| |
|  |                                                                                            |
|  | Pietraroiasuchus ormezzanoi                                                                |
|  |                                                                                            |
|  | Pachycheilosuchus trinquei                                                                 |
|  |                                                                                            |

|  | Pietraroiasuchus ormezzanoi |
|  |                             |
|  | Pachycheilosuchus trinquei  |
|  |                             |

|  | Iharkutosuchus                                                                             |
|  |                                                                                            |
|  | \| \| Pietraroiasuchus ormezzanoi \| \| \| \| \| \| Pachycheilosuchus trinquei \| \| \| \| |
|  |                                                                                            |
|  | Pietraroiasuchus ormezzanoi                                                                |
|  |                                                                                            |
|  | Pachycheilosuchus trinquei                                                                 |
|  |                                                                                            |

|  | Pietraroiasuchus ormezzanoi |
|  |                             |
|  | Pachycheilosuchus trinquei  |
|  |                             |

|  | Iharkutosuchus                                                                             |
|  |                                                                                            |
|  | \| \| Pietraroiasuchus ormezzanoi \| \| \| \| \| \| Pachycheilosuchus trinquei \| \| \| \| |
|  |                                                                                            |
|  | Pietraroiasuchus ormezzanoi                                                                |
|  |                                                                                            |
|  | Pachycheilosuchus trinquei                                                                 |
|  |                                                                                            |

|  | Pietraroiasuchus ormezzanoi |
|  |                             |
|  | Pachycheilosuchus trinquei  |
|  |                             |

|  | Iharkutosuchus                                                                             |
|  |                                                                                            |
|  | \| \| Pietraroiasuchus ormezzanoi \| \| \| \| \| \| Pachycheilosuchus trinquei \| \| \| \| |
|  |                                                                                            |
|  | Pietraroiasuchus ormezzanoi                                                                |
|  |                                                                                            |
|  | Pachycheilosuchus trinquei                                                                 |
|  |                                                                                            |

|  | Pietraroiasuchus ormezzanoi |
|  |                             |
|  | Pachycheilosuchus trinquei  |
|  |                             |

|  | Iharkutosuchus                                                                             |
|  |                                                                                            |
|  | \| \| Pietraroiasuchus ormezzanoi \| \| \| \| \| \| Pachycheilosuchus trinquei \| \| \| \| |
|  |                                                                                            |
|  | Pietraroiasuchus ormezzanoi                                                                |
|  |                                                                                            |
|  | Pachycheilosuchus trinquei                                                                 |
|  |                                                                                            |

|  | Pietraroiasuchus ormezzanoi |
|  |                             |
|  | Pachycheilosuchus trinquei  |
|  |                             |